# José Gonçalves de Minas
José Gonçalves de Minas es un municipio brasileño del estado de Minas Gerais. Su población estimada en 2004 era de 4.791 habitantes.

## Carreteras
- BR-367

## Administración
- Prefecto: Edson Lago de Sousa (2005/2008)
- Viceprefecto:
- Presidente de la cámara: (2007/2008)